# Ocyptamus costatus
Ocyptamus costatus är en tvåvingeart som först beskrevs av Thomas Say 1829.  Ocyptamus costatus ingår i släktet Ocyptamus och familjen blomflugor. Inga underarter finns listade i Catalogue of Life.